# Банновський сільський округ
Ба́нновський сільський округ (каз. Баннов ауылдық округі, рос. Банновский сельский округ) — адміністративна одиниця у складі Федоровського району Костанайської області Казахстану. Адміністративний центр — село Банновка.
Населення — 2029 осіб (2021; 2445 у 2009, 2804 у 1999, 3344 у 1989).
Станом на 1989 рік існувала Банновська сільська рада (села Банновка, Каракопа, Цабелевка, Чеховка).

## Склад
До складу округу входять такі населені пункти:
| Населений пункт | Старі назви | Населення, осіб (1989) | Населення, осіб (1999) | Населення, осіб (2009) | Населення, осіб (2021) |
| --------------- | ----------- | ---------------------- | ---------------------- | ---------------------- | ---------------------- |
| Банновка, село  | -           | 1450                   | 1188                   | 1061                   | 917                    |
| Каракопа, село  | -           | 477                    | 387                    | 338                    | 341                    |
| Цабелевка, село | -           | 543                    | 466                    | 370                    | 214                    |
| Чеховка, село   | -           | 874                    | 763                    | 676                    | 557                    |